# Brabham BT44
Brabham BT44 – samochód Formuły 1 zaprojektowany na sezon 1974 zespołu Brabham. Kierowcami bolidu byli Carlos Reutemann, Richard Robarts, Rikky von Opel, Carlos Pace i John Watson. W 1975 roku wprowadzono wersję B bolidu, której używali Carlos Reutemann i Carlos Pace a w 1985 Loris Kessel, Emilio de Villota, Patrick Nève, Jac Nelleman, Damien Magee, Bob Evans i Lella Lombardi.

## Wyniki w Formule 1
| Legenda oznaczeń w tabelach wyników Wyświetl szablon na nowej stronie | Legenda oznaczeń w tabelach wyników Wyświetl szablon na nowej stronie                                                                     |
| Oznaczenie                                                            | Wyjaśnienie |
| --------------------------------------------------------------------- | --- |
| Złoty                                                                 | Zwycięzca lub mistrzostwo |
| Srebrny                                                               | 2. miejsce lub wicemistrzostwo |
| Brązowy                                                               | 3. miejsce lub II wicemistrzostwo |
| Zielony                                                               | Ukończył, punktował (w klasyfikacji generalnej, gdy zdobył co najmniej jeden punkt na przestrzeni sezonu, poza trzema powyższymi opcjami) |
| Niebieski                                                             | Ukończył, nie punktował (w klasyfikacji generalnej, gdy nie zdobył co najmniej jednego punktu na przestrzeni sezonu)                      |
| Czerwony                                                              | Nie zakwalifikował się (NZ) |
| Czerwony                                                              | Nie prekwalifikował się (NPK) |
| Różowy                                                                | Nie ukończył (NU) |
| Różowy                                                                | Niesklasyfikowany (NS) (w klasyfikacji generalnej, gdy nie został sklasyfikowany w żadnym wyścigu sezonu)                                 |
| Czarny                                                                | Zdyskwalifikowany (DK) |
| Czarny                                                                | Wykluczony (WYK/EX) |
| Biały                                                                 | Nie wystartował (NW) |
| Biały                                                                 | Kontuzjowany (K/INJ) |
| Biały                                                                 | Wyścig odwołany (OD/C) |
| Bez koloru                                                            | Został wycofany (WYC/WD) |
| Bez koloru                                                            | Nie przybył (NP/DNA) |
| Bez koloru                                                            | Nie brał udziału w treningach (NT/DNP) |
| Bez koloru                                                            | Nie został zgłoszony (–) |
| Pogrubienie                                                           | Start z pole position |
| Kursywa                                                               | Najszybsze okrążenie wyścigu |
| †                                                                     | Nie ukończył, ale jego rezultat został zaliczony ze względu na przejechanie więcej niż 90% dystansu wyścigu.                              |
| *                                                                     | Sezon w trakcie |
| 1/2/3                                                                 | Punktowana pozycja w sprincie kwalifikacyjnym                                                                                             |
| Lista systemów punktacji Formuły 1                                    | |

| Rok  | Zespół                | Kierowcy         | Wyniki w poszczególnych eliminacjach | Wyniki w poszczególnych eliminacjach | Wyniki w poszczególnych eliminacjach | Wyniki w poszczególnych eliminacjach | Wyniki w poszczególnych eliminacjach | Wyniki w poszczególnych eliminacjach | Wyniki w poszczególnych eliminacjach | Wyniki w poszczególnych eliminacjach | Wyniki w poszczególnych eliminacjach | Wyniki w poszczególnych eliminacjach | Wyniki w poszczególnych eliminacjach | Wyniki w poszczególnych eliminacjach | Wyniki w poszczególnych eliminacjach | Wyniki w poszczególnych eliminacjach | Wyniki w poszczególnych eliminacjach | Wyniki konstruktora | Wyniki konstruktora |
| ---- | --------------------- | ---------------- | ------------------------------------ | ------------------------------------ | ------------------------------------ | ------------------------------------ | ------------------------------------ | ------------------------------------ | ------------------------------------ | ------------------------------------ | ------------------------------------ | ------------------------------------ | ------------------------------------ | ------------------------------------ | ------------------------------------ | ------------------------------------ | ------------------------------------ | ------------------- | ------------------- |
|      |                       |                  | ARG                                  | BRA                                  | RPA                                  | ESP                                  | BEL                                  | MON                                  | SWE                                  | HOL                                  | FRA                                  | GBR                                  | GER                                  | AUT                                  | ITA                                  | KAN                                  | USA                                  | 35                  | 5                   |
| 1974 | Brabham               | Carlos Reutemann | 7                                    | 7                                    | 1                                    | NU                                   | NU                                   | NU                                   | NU                                   | 12                                   | NU                                   | 6                                    | 3                                    | 1                                    | NU                                   | 9                                    | 1                                    | 35                  | 5                   |
| 1974 | Brabham               | Richard Robarts  | NU                                   | 15                                   | 17                                   |                                      |                                      |                                      |                                      |                                      |                                      |                                      |                                      |                                      |                                      |                                      |                                      | 35                  | 5                   |
| 1974 | Brabham               | Rikky von Opel   |                                      |                                      |                                      | NU                                   | NU                                   | NZ                                   | 9                                    | 9                                    | NZ                                   |                                      |                                      |                                      |                                      |                                      |                                      | 35                  | 5                   |
| 1974 | Brabham               | Carlos Pace      |                                      |                                      |                                      |                                      |                                      |                                      |                                      |                                      |                                      | 9                                    | 12                                   | NU                                   | 5                                    | 8                                    | 2                                    | 35                  | 5                   |
| 1974 | Goldie Hexagon Racing | John Watson      | 12                                   | NU                                   | NU                                   | 11                                   | 11                                   | 6                                    | 11                                   | 7                                    | 16                                   | 11                                   | NU                                   | 4                                    | 7                                    | NU                                   | 5                                    | 35                  | 5                   |

### Wersja B
| Rok  | Zespół     | Kierowcy          | Wyniki w poszczególnych eliminacjach | Wyniki w poszczególnych eliminacjach | Wyniki w poszczególnych eliminacjach | Wyniki w poszczególnych eliminacjach | Wyniki w poszczególnych eliminacjach | Wyniki w poszczególnych eliminacjach | Wyniki w poszczególnych eliminacjach | Wyniki w poszczególnych eliminacjach | Wyniki w poszczególnych eliminacjach | Wyniki w poszczególnych eliminacjach | Wyniki w poszczególnych eliminacjach | Wyniki w poszczególnych eliminacjach | Wyniki w poszczególnych eliminacjach | Wyniki w poszczególnych eliminacjach | Wyniki w poszczególnych eliminacjach | Wyniki w poszczególnych eliminacjach | Wyniki konstruktora | Wyniki konstruktora |
| ---- | ---------- | ----------------- | ------------------------------------ | ------------------------------------ | ------------------------------------ | ------------------------------------ | ------------------------------------ | ------------------------------------ | ------------------------------------ | ------------------------------------ | ------------------------------------ | ------------------------------------ | ------------------------------------ | ------------------------------------ | ------------------------------------ | ------------------------------------ | ------------------------------------ | ------------------------------------ | ------------------- | ------------------- |
|      |            |                   | ARG                                  | BRA                                  | RPA                                  | ESP                                  | MON                                  | BEL                                  | SWE                                  | HOL                                  | FRA                                  | GBR                                  | GER                                  | AUT                                  | ITA                                  | USA                                  |                                      |                                      | 54                  | 2                   |
| 1975 | Brabham    | Carlos Reutemann  | 3                                    | 8                                    | 2                                    | 3                                    | 9                                    | 3                                    | 2                                    | 4                                    | 14                                   | NU                                   | 1                                    | 14                                   | 4                                    | NU                                   |                                      |                                      | 54                  | 2                   |
| 1975 | Brabham    | Carlos Pace       | NU                                   | 1                                    | 4                                    | NU                                   | 3                                    | 8                                    | NU                                   | 5                                    | NU                                   | 2                                    | NU                                   | NU                                   | NU                                   | NU                                   |                                      |                                      | 54                  | 2                   |
|      |            |                   | BRA                                  | RPA                                  | USW                                  | ESP                                  | BEL                                  | MON                                  | SWE                                  | FRA                                  | GBR                                  | GER                                  | AUT                                  | HOL                                  | ITA                                  | USA                                  | KAN                                  | JPN                                  | 0                   | 19                  |
| 1976 | RAM Racing | Loris Kessel      |                                      |                                      |                                      | NZ                                   | 12                                   |                                      | NU                                   | NZ                                   |                                      |                                      | NS                                   |                                      |                                      |                                      |                                      |                                      | 0                   | 19                  |
| 1976 | RAM Racing | Emilio de Villota |                                      |                                      |                                      | NZ                                   |                                      |                                      |                                      |                                      |                                      |                                      |                                      |                                      |                                      |                                      |                                      |                                      | 0                   | 19                  |
| 1976 | RAM Racing | Patrick Nève      |                                      |                                      |                                      |                                      | NU                                   |                                      |                                      |                                      |                                      |                                      |                                      |                                      |                                      |                                      |                                      |                                      | 0                   | 19                  |
| 1976 | RAM Racing | Jac Nelleman      |                                      |                                      |                                      |                                      |                                      |                                      | NZ                                   |                                      |                                      |                                      |                                      |                                      |                                      |                                      |                                      |                                      | 0                   | 19                  |
| 1976 | RAM Racing | Damien Magee      |                                      |                                      |                                      |                                      |                                      |                                      |                                      | NZ                                   |                                      |                                      |                                      |                                      |                                      |                                      |                                      |                                      | 0                   | 19                  |
| 1976 | RAM Racing | Bob Evans         |                                      |                                      |                                      |                                      |                                      |                                      |                                      |                                      | NU                                   |                                      |                                      |                                      |                                      |                                      |                                      |                                      | 0                   | 19                  |
| 1976 | RAM Racing | Lella Lombardi    |                                      |                                      |                                      |                                      |                                      |                                      |                                      |                                      | NZ                                   | NZ                                   | 12                                   |                                      |                                      |                                      |                                      |                                      | 0                   | 19                  |